# 刑事法典 (新加坡)
《刑事法典》（英語：Penal Code）订定了新加坡刑法的一般原则，以及一般刑事犯罪的要素和刑罚，例如袭击、刑事恐吓、损害、严重伤害、盗窃、敲诈、性罪行及行骗。《刑事法典》并未详尽地定义和列出适用于新加坡的所有刑事犯罪——其中大部分是由其他法规制定的，例如《武器襲擊法案》、《绑架法案》、《毒品滥用法案》和《破坏法案》。